# Цвітоха (притока Горині)
Цвіто́ха — річка в Україні, в межах Шепетівського району Хмельницької області. Права притока Горині (басейн Прип'яті).

## Опис
Довжина 39 км, площа водозбірного басейну 368 км². Похил річки 1,7 м/км. Долина коритоподібна. Річище завширшки до 5 м. Використовується на сільськогосподарські потреби. 

## Розташування
Цвітоха бере початок біля села Хролина. Тече спершу на північний захід (місцями на північ), далі — переважно на захід. Впадає до Горині біля північної околиці села Ташки. 

## Основні притоки
Гуска, Косецька (ліві).